# Чемпінь (гміна)
Гміна Чемпінь (пол. Gmina Czempiń) — місько-сільська гміна у північно-західній Польщі. Належить до Косцянського повіту Великопольського воєводства.
Станом на 31 грудня 2011 у гміні проживало 11432 особи.

## Територія
Згідно з даними за 2007 рік площа гміни становила 142.46 км², у тому числі:
- орні землі: 79.00%
- ліси: 13.00%

Таким чином, площа гміни становить 19.72% площі повіту.

## Населення
Станом на 31 грудня 2011:
| Опис     | Загалом | Загалом | Чоловіки | Чоловіки | Жінки | Жінки |
| -------- | ------- | ------- | -------- | -------- | ----- | ----- |
| одиниця  | осіб    | %       | осіб     | %        | осіб  | %     |
| все      | 11432   | 100     | 5586     | 48.86    | 5846  | 51.14 |
| міське   | 5277    | 100     | 2539     | 48.11    | 2738  | 51.89 |
| сільське | 6155    | 100     | 3047     | 49.50    | 3108  | 50.50 |

## Сусідні гміни
Гміна Чемпінь межує з такими гмінами: Бродниця, Косцян, Кшивінь, Мосіна, Стеншев, Сьрем.